# World Championship of Online Poker
Le World Championship of Online Poker (WCOOP) est le championnat du monde de poker en ligne. 
C'est une série de tournois qui se déroule depuis 2002 sur PokerStars.com.

## Vainqueurs du Main Event
| Année | Prix d'entrée | Vainqueur                         | Prix        |
| ----- | ------------- | --------------------------------- | ----------- |
| 2002  | 1 050 $       | MultiMarine                       | 65 450 $    |
| 2003  | 1 050 $       | DeOhGee (Joseph Cordi)            | 222 750 $   |
| 2004  | 2 600 $       | Ragde (Edgar Skjervold)           | 424 945 $   |
| 2005  | 2 600 $       | Panella86 (Jordan Berkowitz)      | 577 342 $   |
| 2006  | 2 600 $       | area23JC (J. C. Tran)             | 670 194 $   |
| 2007  | 2 600 $       | ka$ino (Kyle Schroeder)           | 1 378 330 $ |
| 2008  | 5 200 $       | ckingusc (Carter King)            | 1 265 432 $ |
| 2009  | 5 200 $       | Jovial Gent (Yevgeniy Timoshenko) | 1 715 200 $ |
| 2010  | 5 200 $       | POTTERPOKER (Tyson Marks)         | 2 278 097 $ |
| 2011  | 5 200 $       | Kallllle (Thomas Pedersen)        | 1 260 018 $ |
| 2012  | 5 200 $       | maratik (Marat Sharafutdinov)     | 1 000 907 $ |
| 2013  | 5 200 $       | PlayinWasted (David Kaufmann)     | 1 493 499 $ |
| 2014  | 5 200 $       | CrownUpGuy (Fedor Holz)           | 1 300 000 $ |
| 2015  | 5 200 $       | Coenaldinho7                      | 1 300 000 $ |
| 2016  | 5 200 $       | llJaYJaYll (Jonas Lauck)          | 1 517 541 $ |
| 2017  | 5 200 $       | SvZff (Steven van Zadelhoff)      | 1 625 502 $ |
| 2018  | 5 200 $       | eze88888 (Ezequiel Waigel)        | 1 529 000 $ |
| 2019  | 5 200 $       | BigBlindBets                      | 1 665 962 $ |
| 2020  | 5 200 $       | PTFisherman23 (André Marques)     | 1 436 541 $ |